# したらま美
したら ま美（したら まみ、1984年2月29日 - ）は、日本の女性声優。静岡県出身。プロダクション・エース所属。本名及び旧芸名は設楽 麻美（読み同じ）。

## 略歴
代々木アニメーション学院声優タレント科卒業。マウスプロモーション付属養成所を経て、マウスプロモーションに所属していた。2012年6月よりプロダクション・エース所属。

## 人物
趣味・特技は読書、フィギュアスケート。

## 出演
太字はメインキャラクター。

### テレビアニメ
2006年
- ちょこッとSister（ユキ）
- NARUTO -ナルト-（アキオ〈少年期〉、少年）

2007年
- 京四郎と永遠の空（クラスメート、ミカの愛人、クラスメイト）
- 瀬戸の花嫁（男の子）
- もやしもん（子供）
- ロミオ×ジュリエット（妹、女の子、ペトルーキオの妹）

2008年
- うちの3姉妹（レン）
- CLANNAD 〜AFTER STORY〜（妹）
- 純情ロマンチカ（女子学生）
- 隠の王（幼児）
- 夜桜四重奏 〜ヨザクラカルテット〜（町人）

2009年
- アラド戦記〜スラップアップパーティー〜（弟、弟A）

2010年
- ジュエルペット てぃんくる☆（アレク）
- メタルファイト ベイブレード 爆（女の子A）

2012年
- えびてん 公立海老栖川高校天悶部（母A）
- 中二病でも恋がしたい！（2012年 - 2014年、富樫夢葉、生徒） - 2シリーズ

2013年
- 生徒会の一存 Lv.2（女性店員3）
- 問題児たちが異世界から来るそうですよ?（男の子）

2014年
- となりの関くん（仲間由宇）
- 僕らはみんな河合荘（千夏の友達C）

2015年
- 俺物語!!（アナウンス、女子A）
- 空戦魔導士候補生の教官（実行委員）
- 新あたしンち（宮嶋先生の妻）
- 対魔導学園35試験小隊（カナリア〈幼少期〉）

2016年
- 魔装学園H×H（少女）

2017年
- ドラえもん（テレビ朝日版第2期）（2017年 - 2024年、エスパーママ、キャスター、百科事典、TVナレーション、ワッペンの声 他）

2018年
- クレヨンしんちゃん（2018年 - 2024年、キャスター、女子高生A、カーナビの音声、ジロー、高木圧子 他）

2019年
- 忍たま乱太郎（町の人、店主）

2020年
- アイドリッシュセブン Second BEAT!（ファンA）

### 劇場アニメ
- 中二病でも恋がしたい!シリーズ（2013年 - 2018年、富樫夢葉[8]） - 2作品
- クレヨンしんちゃん 爆盛!カンフーボーイズ〜拉麺大乱〜（2018年、女性アナウンサー）
- クレヨンしんちゃん 新婚旅行ハリケーン 〜失われたひろし〜（2019年、翻訳アプリ音声）
- クレヨンしんちゃん もののけニンジャ珍風伝（2022年、アナウンサー）
- クレヨンしんちゃん 超華麗!灼熱のカスカベダンサーズ（2025年）

### OVA
- 中二病でも恋がしたい! Lite（2012年、富樫夢葉）
- 生徒会の一存Lv.2 第EX話「渡す生徒会」（2013年、女子生徒）

### Webアニメ
- アニメで分かる心療内科（2015年、女A、女性職員、キャバクラ嬢、尻軽女、ナレーション）

### ゲーム
2007年
- セツの火（長嶺逸美）
- まほろばStories -Library of Fortune-

2008年
- クッキングママ2 たいへん!!ママはおおいそがし!（ケイト、マルコ）
- THE ギャル麻雀（都院照子）
- プリズム・アーク -AWAKE-

2009年
- 剣と魔法と学園モノ。2（クラッズ・女）

2011年
- 神曲奏界ポリフォニカ アフタースクール

2012年
- 魔法少女まどか☆マギカ ポータブル（佐倉モモ〈佐倉杏子の妹〉）
- ファイナルファンタジーXIV（ゲーム中のBGM『セイレーンの呼び声』の歌を担当）

2015年
- ぷよぷよ!!クエスト（ゴルゴーン、サロメ、シルッセル）

2016年
- レジェンドオブアルスマーナ（エーリカ、フィリス）

2019年
- スターリンク バトル・フォー・アトラス （スターテイル）

2020年
- The Last of Us Part II
- 桜降る代に決闘を（チカゲ）

### 吹き替え

#### 映画・テレビドラマ
- ウォルト・ディズニーのサンタクローズ3/クリスマス大決戦!
- オーストラリア
- グレイス&フランキー2 #3
- コールドケース5 #17
- ザ・ラストシップ（ベアトリス〈ホープ・オレイデ・ウィルソン〉）
- ジークアンドルーサー（プーチー）
- CSI:ニューヨーク4（エリシャ）#6
- チューインガム（エイミー）
- ニンジャ・チアリーダー（少女A 他）
- THE100 / ハンドレッド（フォックス〈ジェネビーブ・ブフナー〉）
- バンテージ・ポイント（アナ）
- ペイ・ザ・ゴースト ハロウィンの生贄（チャーリー〈ジャック・フルトン〉）
- 僕の相棒フィン
- マギー（モリー〈カーセン・フラワーズ〉）
- ラストウィーク・オブ・サマー（ティファニー）
- リゾーリ&アイルズ7 ザ・ファイナル #3
- レイヴン 〜少女とポニーの物語（ベン）
- 名探偵ポワロ スズメバチの巣（夏祭りの子供たち）※NHK版追加吹き替え分
- ワン・ミス・コール
- ワン・オブ・アス（エティ娘）

#### アニメ
- アンジェリーナはバレリーナ（ヘンリー）
- スカイランダーズ・アカデミー（ドーン）※Netflix配信
- ちいさなプリンセス ソフィア（カリスタ）
- パワーパフガールズ（エコー）
- PEANUTS スヌーピー -ショートアニメ（マーシー）
- ルーとルーのこどもパトロール隊（ルー）

### ドラマCD
- コルセーア 〜月を抱く海〜（アイル）
- 中二病でも恋がしたい!「極東魔術昼寝結社の夏に聞く黙示録」（富樫夢葉）
- 世界樹の迷宮III 絶海の優姫（フウカ）
- 魔法少女まどか☆マギカ「フェアウェル・ストーリー」（佐倉モモ〈佐倉杏子の妹〉）
- よくわかるフラグ講座（まみ先生）
- ランドリー（小笠原恵恋）

### ラジオドラマ
- VOMIC
  - バドガール（白石杏子）
  - コイバナ!〜恋せよ花火〜（福岡厚実〈厚実ちゃん〉）

### ラジオ
※はインターネット配信。
- まろに☆えーるのラジオ「まろらじ」（2013年 - 2017年、YouTube※）
- まろに☆え〜るのまろらじ（2018年 - 、栃木放送）[11]

### テレビドラマ
- マジすか学園（2010年、テレビ東京系）
  - 第9話「最後の四天王トリゴヤ 最強反則」
  - 第10話「みなみのために、優子さんのために」

### 舞台
- いと、まほろばLIVE人生相談「円卓の騎士ナイト」（2010年7月9日 - 16日 / ラゾーナ川崎プラザソル）

### その他
- とちぎテレビアニメ専用サイトマスコットキャラクター「とちぎのご当地アイドル「まろに☆えーる」」（堤愛実）

## ディスコグラフィ

### キャラクターソング
| 発売日  | 商品名           | 歌                 | 楽曲 | 備考                    |
| 2016年  | 2016年           | 2016年             | 2016年 | 2016年                  |
| ------- | ---------------- | ------------------ | --- | ----------------------- |
| 1月17日 | まろに☆あるばむ  | まろに☆え〜る      | 「まろに☆YELL!」 「Suger&Spice」 「2人の愛の証は並んでるあなたと私」 「桜の手紙」 「まろに☆え〜るの日光和楽踊り」 | 『まろに☆え〜る』関連曲 |
| 2017年  |                  |                    | |                         |
| 5月4日  | まろに☆あるばむ2 | まろに☆え〜る      | 「Cosmic Fanfaration!」 「アゲてけ⤴⤴うぇいうぇいサマー！」                                                        | 『まろに☆え〜る』関連曲 |
| 5月4日  | まろに☆あるばむ2 | 堤愛実（設楽麻美） | 「ハピーデイ！」                                                                                                  | 『まろに☆え〜る』関連曲 |

### ユニットメンバー
1. 1 2  春崎野乃花（野水伊織）、堤愛実（設楽麻美）、瓜田瑠梨（小林元子）